# Egito nos Jogos Olímpicos de Verão de 1984
O Egito participou dos Jogos Olímpicos de Verão de 1984 na cidade de Los Angeles, nos Estados Unidos.

## Medalhista

### Prata
- Mohamed Ali Rashwan - Judô masculino - Categoria aberta